# Georgia Caine

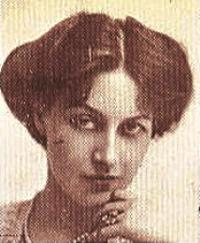
Georgia Caine (um 1903)

Georgia Caine (* 30. Oktober 1876 in San Francisco, Kalifornien; † 4. April 1964 in Hollywood, Kalifornien) war eine US-amerikanische Theater- und Filmschauspielerin.

## Leben und Karriere
Georgia Caine wurde als Tochter von Shakespeare-Schauspielern geboren und reiste mit ihren Eltern bereits während ihrer frühen Kindheit durch die Vereinigten Staaten. Anschließend wuchs sie bei Verwandten auf, verließ aber mit 17 Jahren die Schule, um selbst eine Karriere beim Theater einzuschlagen. Im Jahr 1899 erfolgte ihr Broadway-Debüt im Musical A Reign of Error, in welchem sie gleich die Hauptrolle erhielt. Bis 1935 trat sie in rund 30 Broadway-Produktionen auf, besonders häufig in Musicals, welche sie zu einer bekannten Theaterschauspielerin ihrer Zeit machten. Mehrmals spielte sie in Produktionen von George M. Cohan, darunter die Musicals Little Nellie Kelly, Mary und The O'Brien Girls. Zuletzt spielte sie 1935 in der von Damon Runyon und Howard Lindsay verfassten Komödie A Slight Case of Murder am Broadway.
1930 machte Georgia Caine ihr Filmdebüt im Kriminaldrama Good Intentions neben Edmund Lowe. In den folgenden 20 Jahren spielte sie in insgesamt rund 85 Kinofilmen, wobei sie sich allerdings oft mit kleineren Rollen begnügen musste. Nicht selten spielte die Charakterdarstellerin strenge oder konservativ erscheinende Mütter, Tanten, Nachbarinnen und Gesellschaftsdamen. 1940 trat sie als hartherzige Mutter von Barbara Stanwyck in der Komödie Die unvergessliche Weihnachtsnacht auf, nach einem Drehbuch von Preston Sturges. Als Sturges selbst Regisseur wurde, trat sie bis 1949 in acht seiner Filme auf und war damit Teil eines festes Ensemble von Nebendarstellern, die er regelmäßig in seinen Filmen beschäftigte. Besonders kurios war dabei ihr Auftritt als bärtige Zirkusdame in Verrückter Mittwoch (1947). Außerhalb des Komödiengenres trat Caine unter anderem in dem Abenteuerfilm Das Rätsel von Monte Christo (1934) neben Robert Donat auf und verkörperte die Tante von Olivia de Havilland in Herr des wilden Westens (1939).
Georgia Caine war zweimal verheiratet, darunter von 1903 bis zu seinem Tod 1934 mit Alphonzo Bell Hudson. Sie starb 1964 im Alter von 87 Jahren in Hollywood.

## Filmografie (Auswahl)
- 1930: Good Intentions
- 1933: Wiegenlied (Cradle Song)

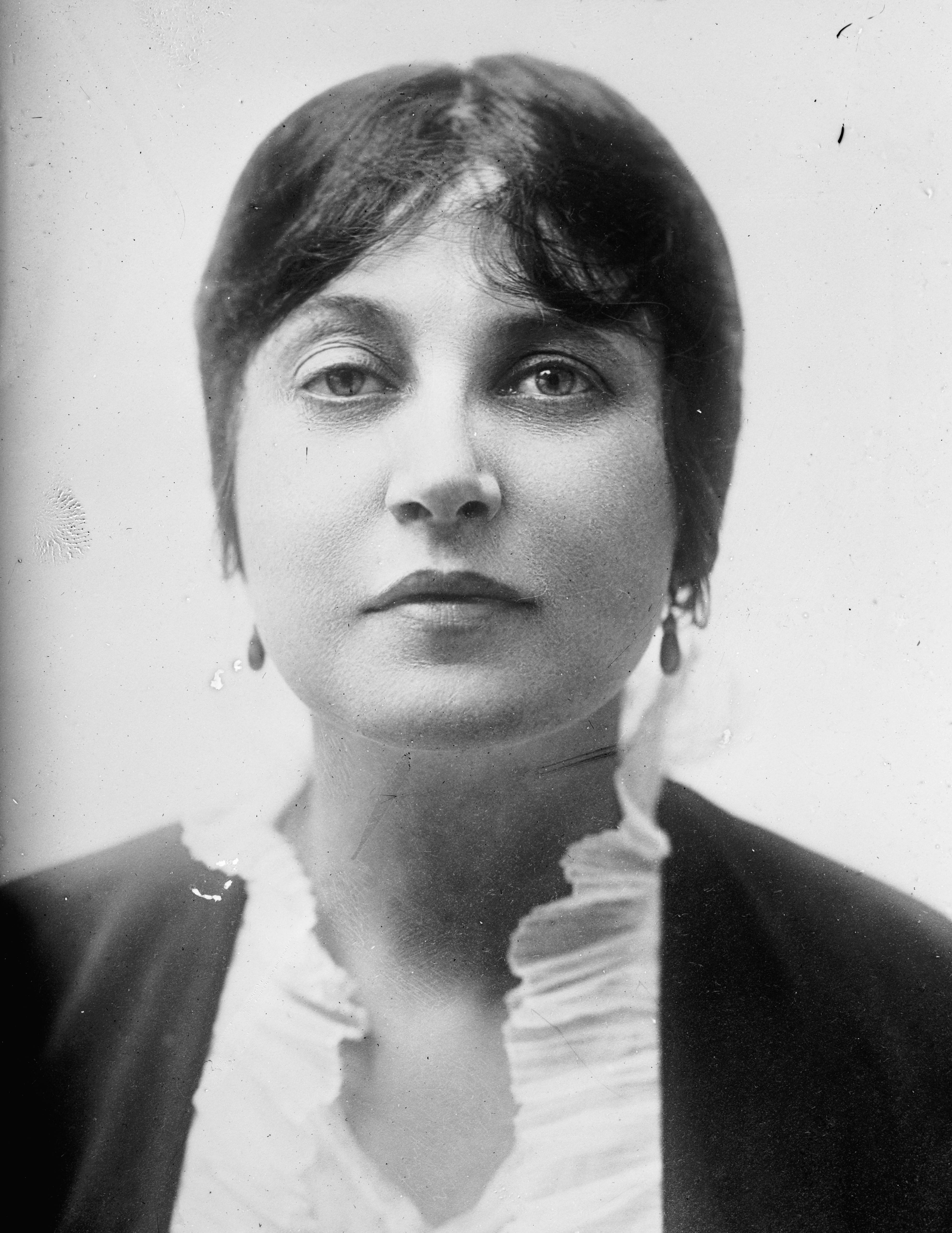
Georgia Caine (1913)

- 1933: Ich bin Susanne (I Am Suzanne!)
- 1934: Das Rätsel von Monte Christo (The Count of Monte Cristo)
- 1934: Ich kämpfe für dich (Evelyn Prentice)
- 1935: Tolle Marietta (Naughty Marietta)
- 1935: Das Schiff des Satans (Dante's Inferno)
- 1935: Kreuzritter – Richard Löwenherz (The Crusades)
- 1936: The White Angel
- 1936: Die Kameliendame (Camille)
- 1937: It’s Love I’m After
- 1938: Jezebel – Die boshafte Lady (Jezebel)
- 1938: Das Doppelleben des Dr. Clitterhouse (The Amazing Dr. Clitterhouse)
- 1939: Mr. Smith geht nach Washington (Mr. Smith Goes to Washington)
- 1939: Damals in Hollywood (Hollywood Calvacade)
- 1939: Juarez
- 1939: Der Henker von London (Tower of London)
- 1939: Herr des wilden Westens (Dodge City)
- 1940: Die unvergessliche Weihnachtsnacht (Remember the Night)
- 1940: Hölle, wo ist dein Sieg? (All This and Heaven Too)
- 1940: Weihnachten im Juli (Christmas in July)
- 1940: Land der Gottlosen (Santa Fe Trail)
- 1941: Ridin’ on a Rainbow
- 1941: Vertauschtes Glück (The Great Lie)
- 1941: Blüten im Staub (Blossoms in the Dust)
- 1941: Du gehörst zu mir (You Belong to Me)
- 1941: Herzen in Flammen (Manpower)
- 1942: Yankee Doodle Dandy
- 1942: Der freche Kavalier (Gentleman Jim)
- 1944: The Great Moment
- 1944: Sensation in Morgan’s Creek (The Miracle of Morgan's Creek)
- 1944: Heil dem siegreichen Helden (Hail the Conquering Hero)
- 1944: Das Leben der Mrs. Skeffington (Mr. Skeffington)
- 1946: Nora Prentiss
- 1947: Ein Doppelleben (A Double Life)
- 1947: Anklage: Mord (High Wall)
- 1947: Verrückter Mittwoch (The Sin of Harold Diddlebock)
- 1947: Liebe auf den zweiten Blick (Living in a Big Way)
- 1948: Die Ungetreue (Unfaithfully Yours)
- 1949: Noras schwache Stunde (Bride for Sale)
- 1949: The Beautiful Blonde from Bashful Bend
- 1950: Den Morgen wirst du nicht erleben (Kiss Tomorrow Goodbye)